# Micha’el Oren
Micha’el Oren, właśc. Michael Scott Bornstein (hebr. ‏מיכאל אורן‎; ur. 20 maja 1955 w Nowym Jorku) – izraelski historyk, dyplomata, polityk, wykładowca akademicki, pisarz i wojskowy urodzony w USA. W latach 2009–2013 ambasador Izraela w Stanach Zjednoczonych. W latach 2015–2019 poseł do Knesetu z listy My Wszyscy Mosze Kachlona.

## Życiorys
Oren wychowywał się w konserwatywnej żydowskiej rodzinie w Newark w stanie New Jersey (w West Orange). Na Columbia University zdobył tytuł Master of Arts w zakresie studiów bliskowschodnich, a na Princeton University tytuł Ph.D. z historii i stosunków bliskowschodnich.
W latach 1978–1979 był doradcą izraelskiej delegacji przy ONZ. W 1979 wyemigrował do Izraela. Służył w oddziałach spadochroniarskich podczas wojny libańskiej. Podczas I wojny w Zatoce Perskiej służył jako oficer łącznikowy z United States Sixth Fleet. Służbę wojskową zakończył w stopniu majora.
Pracował jako wykładowca akademicki specjalizujący się w historii Bliskiego Wschodu. W 1995 był doradcą w Ministerstwie Spraw Religijnych Izraela. W latach 1998–2009 był starszym wykładowcą w instytucie badawczym Merkaz Szalem w Jerozolimie. Jest profesorem Uniwersytetu Ben Guriona w Beer Szewie i profesorem wizytującym amerykańskich uczelni: Yale University, Harvard University i Georgetown University.
Jako major rezerwy był rzecznikiem IDF podczas II wojny libańskiej oraz operacji Płynny Ołów.
W latach 2009–2013 był izraelskim ambasadorem w Stanach Zjednoczonych.

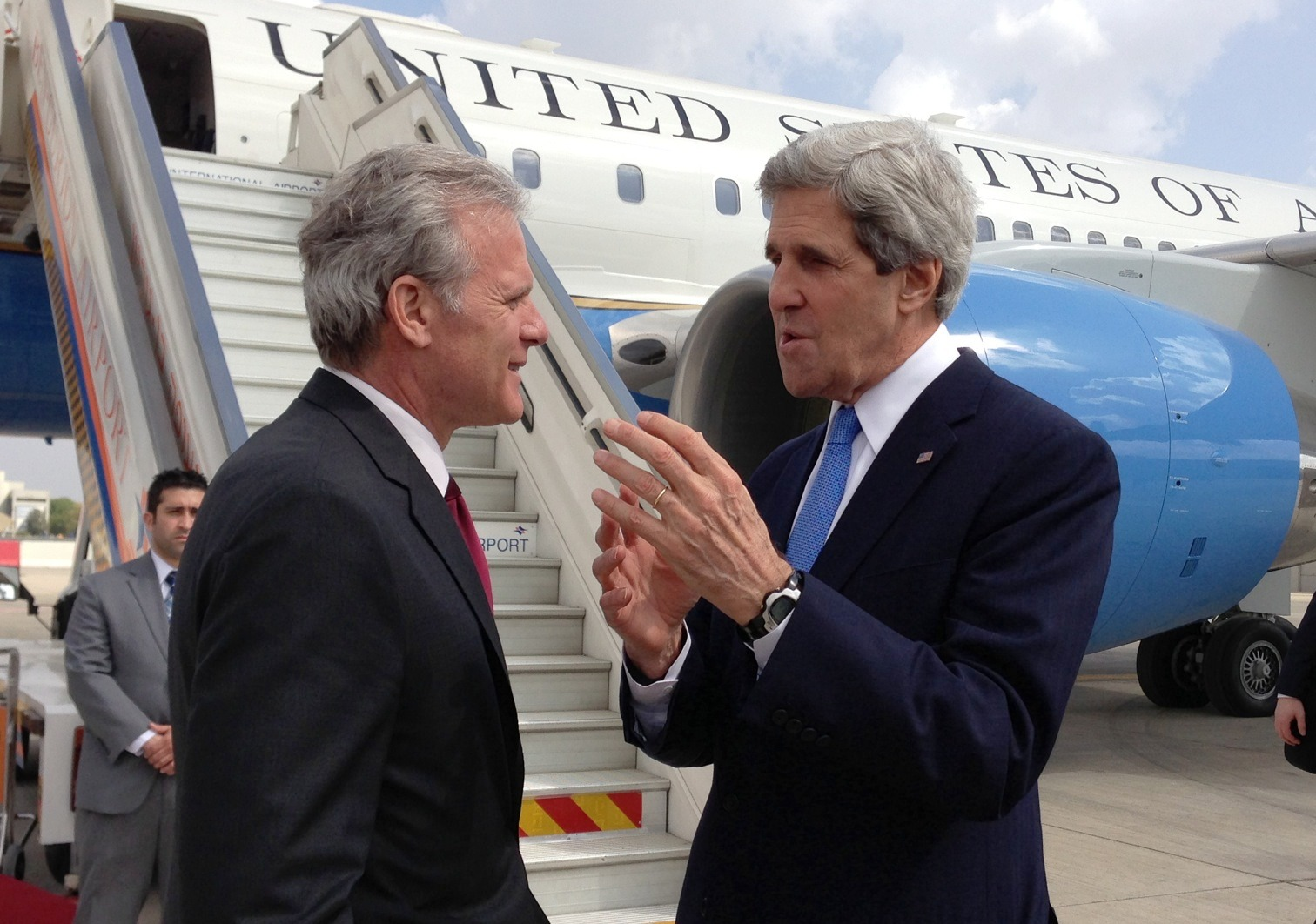
Sekretarz stanu John Kerry żegna Micha’ela Orena kończącego misję ambasadora w USA

W wyborach parlamentarnych w 2015 po raz pierwszy dostał się do izraelskiego parlamentu z czwartego miejsca na liście nowo powstałej partii My Wszyscy założonej przez Mosze Kachlona.
4 sierpnia 2016 dołączył do IV rządu Binjamina Netanjahu jako wiceminister w Kancelarii Premiera.
W kwietniu 2019 utracił miejsce w parlamencie.
Jest członkiem zarządu organizacji Taglit – Birthright Israel oraz honorowym prezesem organizacji charytatywnej Lone Soldier Center in Memory of Michael Levin. Jest autorem ponad 500 publikacji naukowych i kilku książek – w 2003 opublikował książkę Six Days of War o wojnie sześciodniowej. Przez gazetę „The Forward” został określony jako jeden z pięciu najbardziej wpływowych Żydów w USA, a „The Jerusalem Post” umieścił go w 2011 na 12. miejscu na liście najbardziej wpływowych Żydów na świecie.

## Życie prywatne
Ożenił się z Sally Edelstein, amerykańską Żydówką, która również wyemigrowała do Izraela. Mają troje dzieci.